# Gatukonst

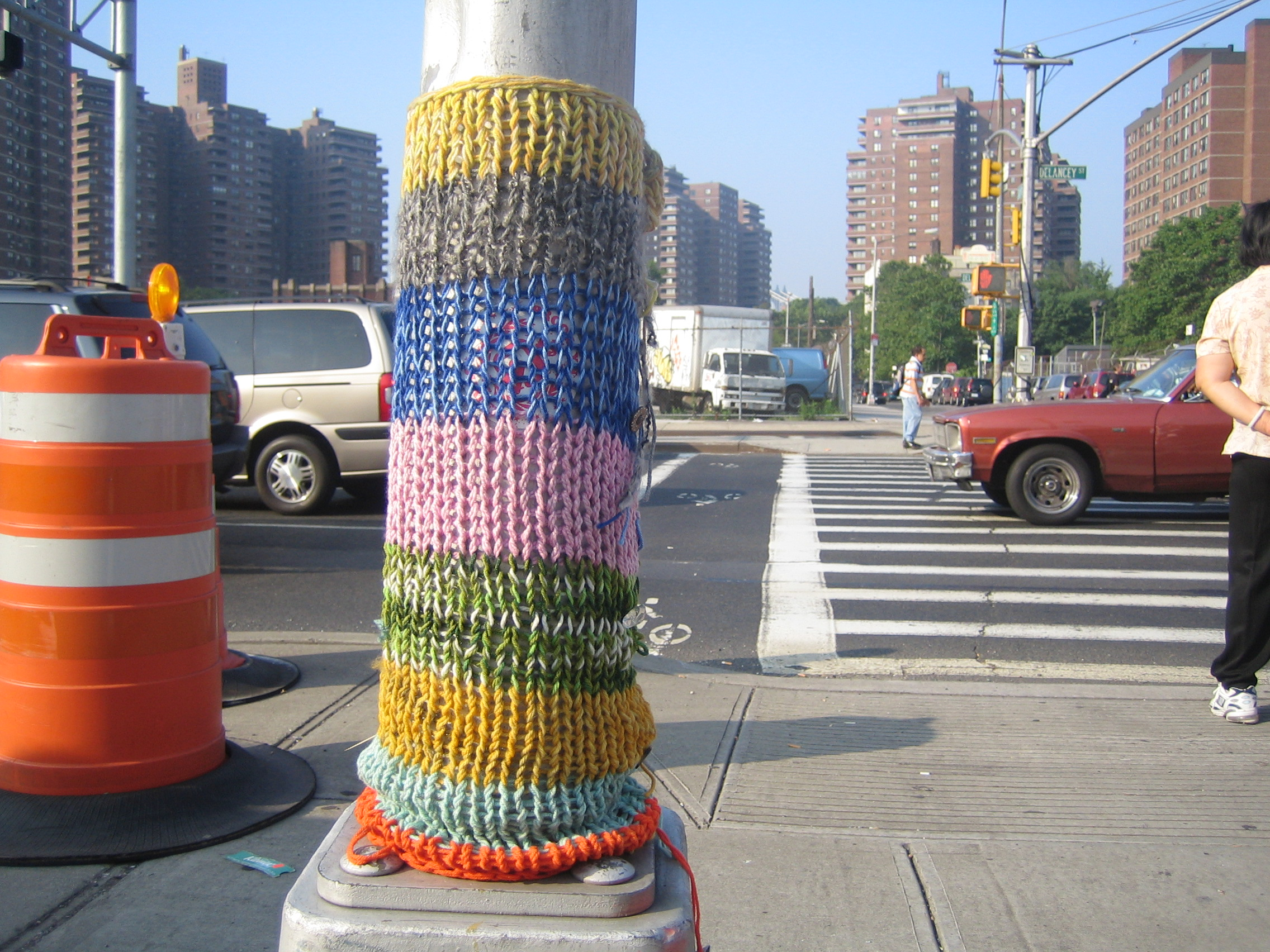
Stickad "stolpvärmare" i New York

Gatukonst är en form av offentlig, ofta illegal konst i stadsmiljö, som uppstod som en vidareutveckling av graffitikonsten. 

## Syften
Syftet med gatukonst varierar. Dels rör det sig om ett rent konstnärligt uttryck. Det finns också i gatukonsten ofta en vilja till att omforma staden till ett mer personligt eller socialt rum. Genom att sätta ut sina egna konstverk i staden gör man ett personligt intryck på och avtryck i densamma. Likaså finns det i gatukonsten ett drag av platsskapande, ett sätt att försöka tillföra rum, mening och sammanhang i en stadsmiljö.
Gatukonst kan också ha propagandasyften. Väggmålningar med krigspropaganda har varit vanliga i konflikter, till exempel Nordirlandskonflikten, Baskienkonflikten och i Palestina på den av Israel uppförda muren.

## Historik

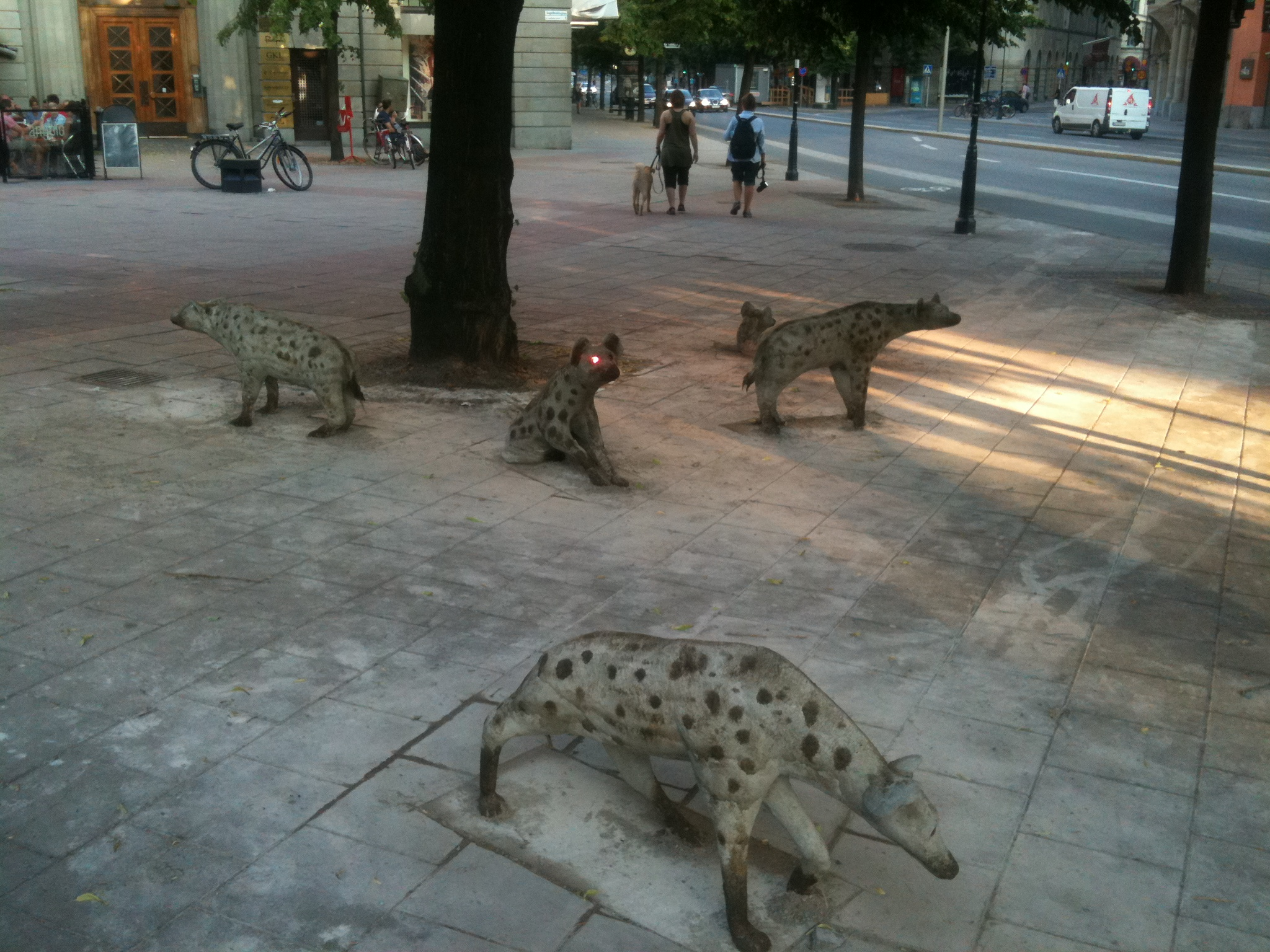
Skulpturgruppen Hyenorna vid Stureplan av gatukonstnären Olabo, 2011

Gatukonsten uppstod under 1970- och 80-talet då vissa amerikanska graffitikonstnärer började att tänja på ramarna för graffitin. Samtidigt började unga konstnärer på School of Visual Arts i New York att umgås med och ta intryck av graffitimålare. De använde sig av nya tekniker och material i sitt skapande och laddade sina verk med mer eller mindre tydliga budskap. Man tog steget från ateljén och ut i gaturummet. I och med detta uppstod en ny konstform, gatukonsten. Den sågs först i New York, Paris och Berlin, Keith Haring, John Fekner, Richard Hambelton "the Shadowman", Blek le Rat, Harald Naegeli med flera) men spred sig snart till andra städer. Nya generationer gatukonstnärer tillkommer regelbundet; däribland svenska Akay, danska Tejn, tyska El Bocho och brittiska Banksy.

## Gatukonst i Sverige

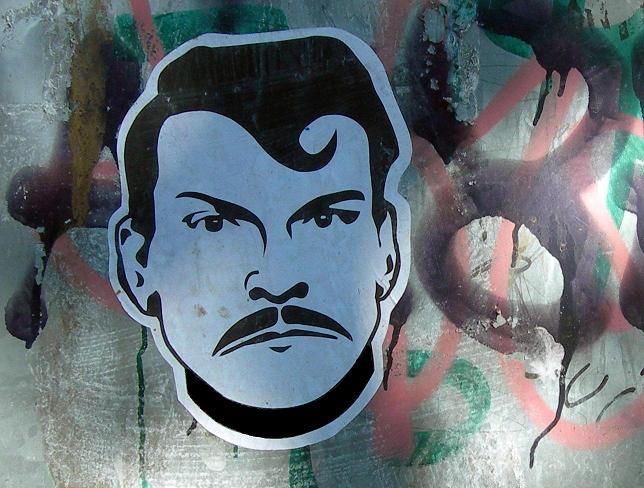
Ett gatukonstverk med Christer Pettersson.

Till Sverige kom gatukonsten på 1990-talet och har sedan dess blivit det mest populära sättet att etablera konst i det offentliga rummet. Ett uppmärksammat exempel är rondellhundarna.
Gatukonst är idag ofta omskrivet i media. Webbplatsen Gatukonst.se rapporterar också nästintill dagligen om fenomenet, antingen på själva webbplatsen eller på Facebook och Twitter. Ett antal böcker på svenska har skrivits om gatukonst, bland annat Playground Sweden (2007) av Kristian Borg, Ivar Andersen och Sverker Ohlsson, Street Art Stockholm (2007) av Benke Carlsson och Sätta färg på staden (2010) av Kolbjörn Guwallius. Dokumentärfilmen Rätten till staden (2008) av Kolbjörn Guwallius har också fått stor spridning.
Kända gatukonstnärer i Sverige är bland andra Akay, Klisterpeter, Ollio och Hop Louie.

### Utbildning
I Sverige finns utbildning i gatukonst på folkhögskolenivå. Urban konst på Spinneriet, Glokala folkhögskolan i Malmö, och Gatans galleri på Södra Stockholms Folkhögskola i Botkyrka, Stockholms län.

## Olika typer

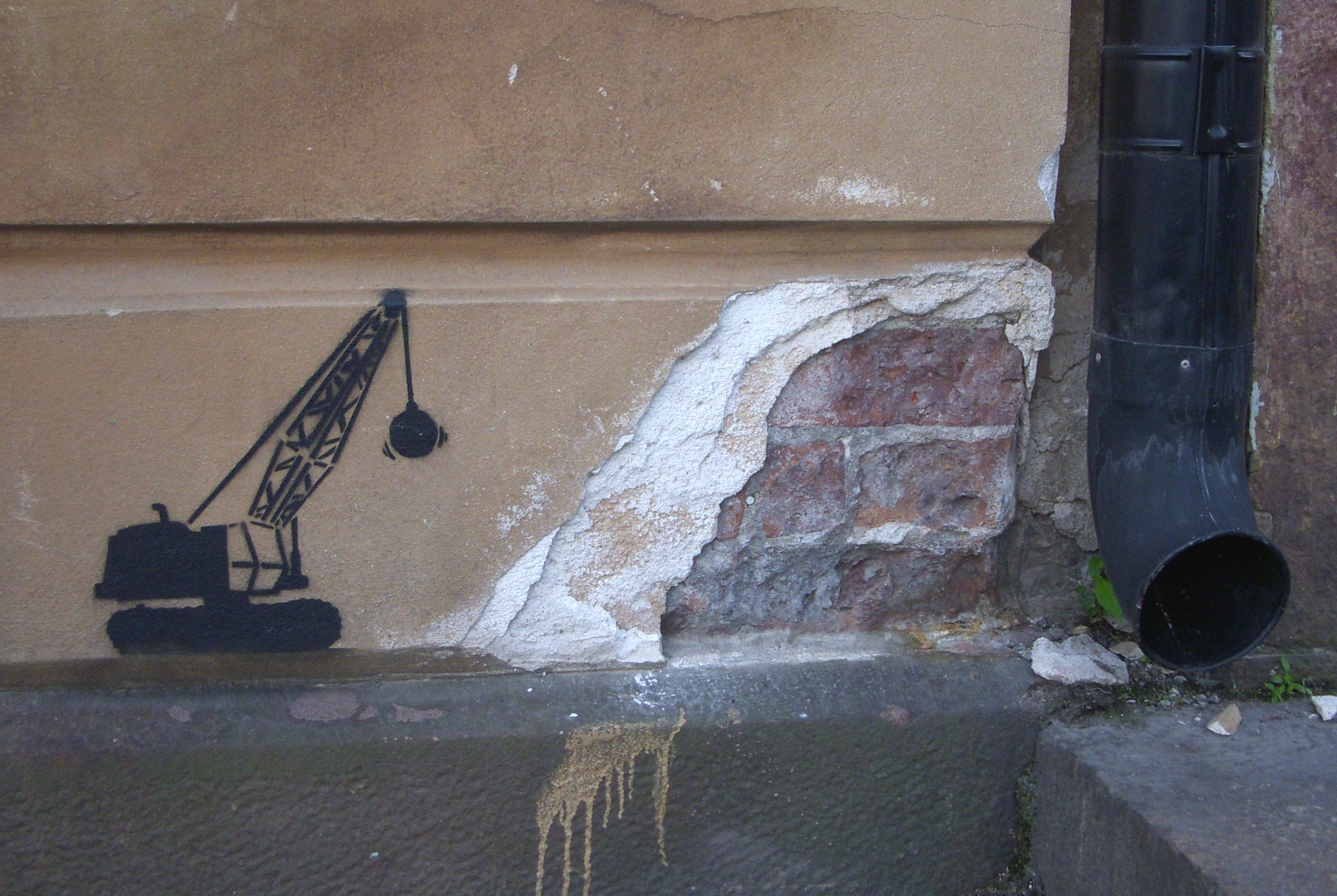
Gatukonst med schablon i Stockholm.

Gatukonst kan uttryckas på många sätt, som pärlplattor, stickade mössor på statyer eller kakel på en vägg. Vanliga uttrycksformer är: affischer, schabloner, klistermärken och stickgraffiti.
Graffiti brukar visserligen inte alltid räknas som gatukonst eftersom den historiskt är ett äldre fenomen än gatukonst och även har flera subkulturella koder som gatukonst helt saknar. I dagsläget kan dock det större begreppet gatukonst även inkludera graffiti, eftersom blandformer också förekommer.
I USA:s urbana områden har det länge varit populärt med så kallade skulpturparker, skrotskulpturer och samlingar av sådana (jmf Watts Tower), som ibland har övergått från privat till allmän egendom. Likaså i USA:s storstäder förekommer sedan länge fenomenet "illegal utsmyckning". Det kan röra sig om spontana mosaikbeläggningar av lyktstolpar eller tredimensionella föremål som applicerats på murar och fasader. Också i Europa finns fenomenet numera, inte bara som rondellhundar utan också som fågelholkar och andra mindre anonyma skulpturer (Mouse-installationer) som smugits in i stadsmiljön.

## Dokumentärfilm
- Guwallius, Kolbjörn: Rätten till staden, 2008